# Чайковый пегий канюк
Чайковый пегий канюк (лат. Leucopternis semiplumbeus) — вид хищных птиц из семейства ястребиных (Accipitridae). Подвидов не выделяют. Распространены в Центральной и Южной Америке.

## Описание
Чайковый пегий канюк — небольшая хищная птица с длиной тела 31—36 см и размахом крыльев от 51 до 64 см. Крылья короткие и широкие, хвост относительно короткий. Самки тяжелее самцов и весят в среднем 325 г, тогда как самцы — 250 г. Половой диморфизм в окраске оперения не выражен. Верхняя часть тела (включая верхние части щёк) свинцово-серого цвета, окончания перьев крыльев и хвоста черноватые. Хвост с одной или редко двумя узкими белыми полосами. Нижняя часть тела белого цвета, окончание хвоста серое. Глаза ярко-жёлтые, восковица от желтовато-оранжевого до оранжево-красного цвета. Ноги и ступни от оранжевого до оранжево-красного цвета. У молодых особей на голове белые полосы, на груди тонкие чёрные полосы; хвост с двумя белыми полосами (время от времени наблюдалась третья полоса). Глаза от жёлто-коричневого до жёлтого цвета, восковица от оранжево-жёлтого до оранжевого цвета, ноги оранжевые.

## Питание
Чайковый пегий канюк охотится с присады, поджидая добычу, сидя на высокой ветке. Характерен непродолжительный скользящий полёт между деревьями с редкими короткими взмахами крыльев. Парящий полёт в воздухе над деревьями не наблюдался. Питается в основном мелкими птицами. Также в состав рациона входят ящерицы, змеи и мелкие млекопитающие. Часто следует за мигрирующими кочевыми муравьями, но охотится в данном случае не за самими муравьями, а привлекаемыми птицами, в частности семейства типичные муравьеловковые.

## Распространение и места обитания
Распространены в Центральной Америке и северной части Южной Америки: Колумбия, Коста-Рика, Эквадор, Гондурас и Панама. Обитают в субтропических и тропических влажных равнинных лесах. Встречаются на высоте до 1000 м над уровнем моря.